# Ceriagrion melanurum
Ceriagrion melanurum е вид водно конче от семейство Coenagrionidae. Видът не е застрашен от изчезване.

## Разпространение
Разпространен е в Китай (Гуандун, Гуанси, Гуейджоу, Джъдзян, Дзянси, Съчуан, Фудзиен, Хубей, Хунан, Хънан, Шънси и Юннан), Провинции в КНР, Северна Корея, Тайван, Южна Корея и Япония.